# 格雷丝·哈里斯
格雷丝·哈里斯（英語：Grace Harris，1993年9月18日—），澳大利亚女子板球运动员，2016年加入成年国家队。她曾代表澳大利亚国家队参加2022年英联邦运动会板球比赛，获得一枚金牌。